# Kammartakykardi

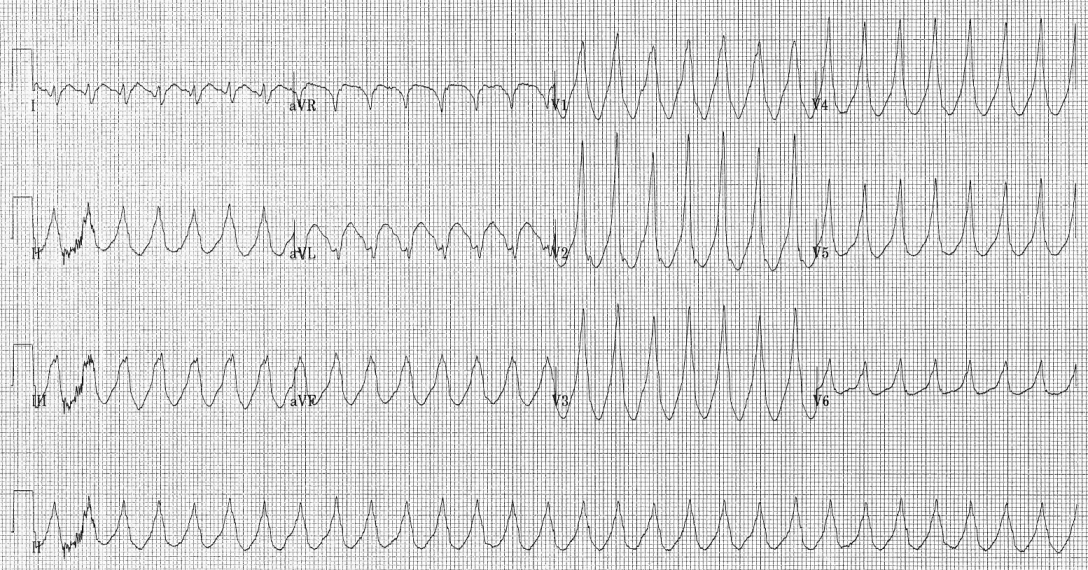
EKG av kammartakykardi

Ventrikeltakykardi (VT), kammartakykardi eller ventrikulär takykardi är en typ av hjärtrytmrubbning som innebär flera på varandra följande hjärtkontraktioner som utlöses från celler i någon av hjärtats kammare. Hjärtat hinner inte återfyllas med blod mellan varje slag varför effektiva kontraktioner ej kan uppstå. Kammartakykardi hävs spontant, med läkemedel eller genom att defibrillera. Kammartakykardi är mycket ofta ett symptom på en mer eller mindre allvarlig hjärtsjukdom.
Definitionen är tre på varandra följande extraslag med en frekvens över 100. Ultraljud av hjärtat bör göras för att hitta klaffel och avvikande hjärtfunktion. Vid akut hjärtinfarkt förekommer ofta VT, vilket kan behandlas med amiodaron. Bestående VT ska behandlas med elkonvertering.